# Cantó de Castilhon de Coserans
El cantó de Castilhon de Coserans és un cantó del departament francès de l'Arieja, a la regió d'Occitània. Està inclòs al districte de Sent Gironç i té 26 municipis. El cap cantonal és Castilhon de Coserans.

## Municipis
- Antràs
- Argenh
- Arrienh de Vathmala
- Arrot
- Aucasenh
- Audressenh
- Augirenh
- Balacet
- Balaguèras
- Vathmala
- Bonac e Irasenh
- Eras Bòrdas de Les
- Busanh
- Castilhon de Coserans
- Cescau
- Angomèr
- Galèi
- Alhartenh
- Orgivèth
- Sent Joanh deth Castilhonés
- Sent Lari
- Salsenh
- Santenh
- Sòr
- Shoantenh
- Vièlanava